# 查尔斯·斯皮尔曼
查尔斯·爱德华·斯皮尔曼， FRS  （1863年9月10日 - 1945年9月17日）是一位英国心理学家，他也研究统计学以及因素分析，斯皮尔曼等级相关系数就以他的名字命名。 1924 年，斯皮尔曼当选皇家学会會士。